# Música litúrgica
La música litúrgica, també anomenada música d'església, és música interpretada a l'església com a part de la litúrgia.
Es tracta d'una música composta i escrita per a l'actuació en un ritu religiós de culte públic ofert a Déu reglat per les diferents esglésies. Segons les distintes confessions, la litúrgia pren formes diverses i, per tant, també la música composta per a cantar els seus textos o per a acompanyar-la. En el catolicisme la litúrgia comprèn principalment la missa i l'ofici diví. Si bé la part majoritària de la música litúrgica és composta per misses, algunes parts de l'ofici també han estat sovint musicades, per exemple, el magníficat. El terme s'associa més a la tradició cristiana. Desenvolupant-se a partir de les pràctiques musicals de les sinagogues jueves, que permetien al cantor una cançó carismàtica improvisada, els serveis cristians inicials contenien un simple absteniment, o responsorial, cantat per la congregació. Aquesta va evolucionar cap als diversos cants occidentals, l'últim dels quals, el gregorià, va assolir el seu apogeu en el renaixement carolingi. Des del segle X també van sorgir un gran nombre d'himnes.